# Knud Larsen (maler)
 Der er flere personer med dette navn, se Knud Larsen.
Knud Erik Larsen (27. august 1865 i Vinderød ved Frederiksværk – 7. december 1922 på Frederiksberg) var en dansk portræt- og genremaler.
Knud Larsen var søn af lærer Jens Peter Larsen (født 1826) og Julie født Olsen (født 1826). Efter sin konfirmation kom han i malerlære i København; omtrent samtidig havde han besøgt Det tekniske Selskabs Skole, dimitteredes der fra til Kunstakademiet 1883 og fik 1889 dettes afgangsbevis som maler. Han begyndte at udstille 1887, havde i 1890-91 understøttelse fra det Bielkeske Legat som lovende ung kunstner, vandt 1893 den Neuhausenske Pengepræmie for et portræt, forestillende hans fader (tilhører Nationalmuseet i Stockholm), og samme år ægtede han Frederikke Elisabeth Dall (født 1870), datter af skolelærer Peder Dall (1825-1891) og Johanne født Jensen (1828-1887). Larsen udviklede sig imidlertid rask til en pålidelig og tænksom kunstner, fast og sikker i sin formgivning og naturlig, om end ikke særlig virkningsfuld, i sin farve. Barnedaab i Frederiksborg Slots Kirke fik ved udstillingen 1894 Akademiets Årsmedalje og blev købt til Den Kongelige Malerisamling. Igen i 1898 vandt han denne medalje. Han modtog Krafts legat 1901, Thorvaldsen Medaillen 1901 og Serdin Hansens Præmie 1901 og 1905.
Desuden har han malet ikke få gode portrætter, hans egen hustrus, professor Th. Steins, amtsforvalter Funchs. Larsen var også søgt som illustrator, og blandt hans arbejder i denne retning kunne nævnes illustrationer til Christian Richardts Vort Land og Det Store Nordiske Telegrafselskabs jubilæumsfestskrift.
Han er begravet på Assistens Kirkegård.